# Tje
Tje (Ᲊ ᲊ) es una letra del alfabeto cirílico. Proviene de una ligadura de Te (Т т) y signo suave (Ь ь). La letra ha sido utilizada en los dialectos del janty surgut y shurishkar desde 2013, donde representa la oclusiva alveolar sorda palatalizada //tʲ//.

## Códigos de computación
Siendo una letra relativamente reciente, todavía no está presente en Unicode. Será añadido en una versión futura de Unicode, en los puntos de código U+1C89 para la Tje mayúscula, y U+1C8A para la minúscula.

## Relación con letras y otros caracteres similares
- Љ љ - Letra cirílica Lje
- Њ њ - Letra cirílica Nje
- Ԏ ԏ - Letra cirílicaTje komi
- Ћ ћ - Letra cirílica Tshe